# ISaGRAF
ISaGRAF — инструментальная графическая среда разработки прикладных программ для программируемых логических контроллеров на языках стандарта IEC 61131-3 и IEC 61499, позволяющая создавать локальные или распределенные системы управления. Основа технологии — среда разработки приложений (ISaGRAF Workbench) и адаптируемая под различные аппаратно-программные платформы исполнительная система (ISaGRAF Runtime). В настоящее время ISaGRAF производится и распространяется компанией Rockwell Automation.
В ISaGRAF поддерживаются все пять языков стандарта IEC 61131-3 (International Electrotechnical Commission, МЭК):
- IL (Instruction List) Язык инструкций (близок к языку ассемблера)
- ST (Structured Text) Структурированный текст (адаптированный вариант языка Паскаль)
- LD (Ladder Diagram) Язык релейных диаграмм (графический язык в терминах контактов контактов электромагнитных реле и их обмоток)
- FBD (Function Block Diagram) Язык функциональных блоков - графический язык представления инструкций
- SFC (Sequential Function Chart) Язык последовательных функциональных схем

В версии ISaGRAF 5.0 реализована поддержка нового типа функциональных блоков, определяемых стандартом IEC 61499. В ISaGRAF реализован ряд расширений спецификации стандарта IEC 61131-3, в частности язык Flow Chart.
На основе вычислительного ядра ISaGRAF разработаны расширения, которые позволяют рассматривать ISaGRAF в качестве универсальной среды для создания интегрированных решений в области АСУ ТП. Основные расширения ISaGRAF 5:
- ISaGRAF 5++ ACE Target
- Система быстрого доступа к данным, FDA (ISaFDA, FDA-OPC и конфигуратор FDA).
- ISaGRAF Archive System — IAS (IAS Logger, IAS Configurator, IAS Collector, Integrated Project Designer).
- Модуль JIT-компиляции в машинный код x86.
- Графический интерфейс ISaGUI
- Дополнительные библиотеки функций (Fast_array, Fast_matrix, измерения времени с высоким разрешением, обработки сигналов, работы с COM-портами, ПИД-регулятор)
- Реализация протокола IEC 60870-5-104

На основе ISaGRAF 6 разработана Единая Платформа Автоматизации (ACP, Automation Collaborative Platform) как среда, управляемая с помощью открытых подключаемых модулей - плагинов.  ISaGRAF 6 стал одной из компонент («конкретных моделей») Единой Платформы Автоматизации. Однако ACP - это НЕ среда с открытым кодом (opensource). ACP представляет собой расширяемый слой абстракции с общим интерфейсом, который обеспечивает унифицированные функциональные возможности, выбираемые пользователем. ACP предназначена для поставщиков средств автоматизации, OEM-производителей, системных интеграторов, научно-исследовательских институтов.
Одним из первых новых подключаемых модулей в рамках технологии ACP стал плагин ISaVIEW для ISaGRAF 6 Workbench. Плагин ISaVIEW обеспечивает пользователя простыми, но в то же время мощными интегрированными средствами человеко-машинного интерфейса (HMI). Еще одним перспективным средством (но на момент написания статьи еще не включенным в поставку) в рамках ISAGRAF 6 является инструментарий поддержки стандарта IEC 61850 «Сети и системы связи на подстанциях».
Наиболее востребованным расширением ISaGRAF 6 на российском рынке стала исполняемая (целевая) система ISaGRAF 6 Fiord Target - полный комплекс решений для высокоскоростной обработки, управления и доставки данных на верхний уровень систем АСУ.